# Catechine

Flavan-3-ol

Catechine (Flavan-3-ole, Flavanole) sind polyphenolische Pflanzenmetaboliten aus der Gruppe der Flavonoide und zählen daher allgemeinhin zu den sekundären Pflanzenstoffen. Sie leiten sich vom Flavan-3-ol ab. Besondere Bedeutung haben sie aufgrund eines hohen antioxidativen Potentials.

## Vertreter
Catechine sind als hydrierte Flavone oder Anthocyanidine und als Derivate des Chromans aufzufassen. Die am häufigsten vorkommenden vier Substanzen der Gruppe lassen sich jeweils in zwei Isomerenpaare aufteilen: (+)-Catechin und (−)-Epicatechin mit der Summenformel C15H14O6 und der molaren Masse 290 g/mol sowie (+)-Gallocatechin und (−)-Epigallocatechin mit der Summenformel C15H14O7 und der molaren Masse 306 g/mol finden sich relativ häufig in verschiedenen Pflanzenspezies. Daneben kommen (−)-Robinetinidol, (+)-Fisetinidol, (−)-Fisetinidol, (+)-Afzelechin, (+)-Epiafzelechin und (−)-Epiafzelechin, meist auf wenige Pflanzenarten begrenzt, vor. Die einzelnen Verbindungen unterscheiden sich durch Zahl und Stellung ihrer Hydroxygruppen.

(+)-Catechin
(−)-Epicatechin
(+)-Gallocatechin
(−)-Epigallocatechin

|  |

| keine GHS-Piktogramme |

|  |

## Vorkommen, Eigenschaften und Bedeutung

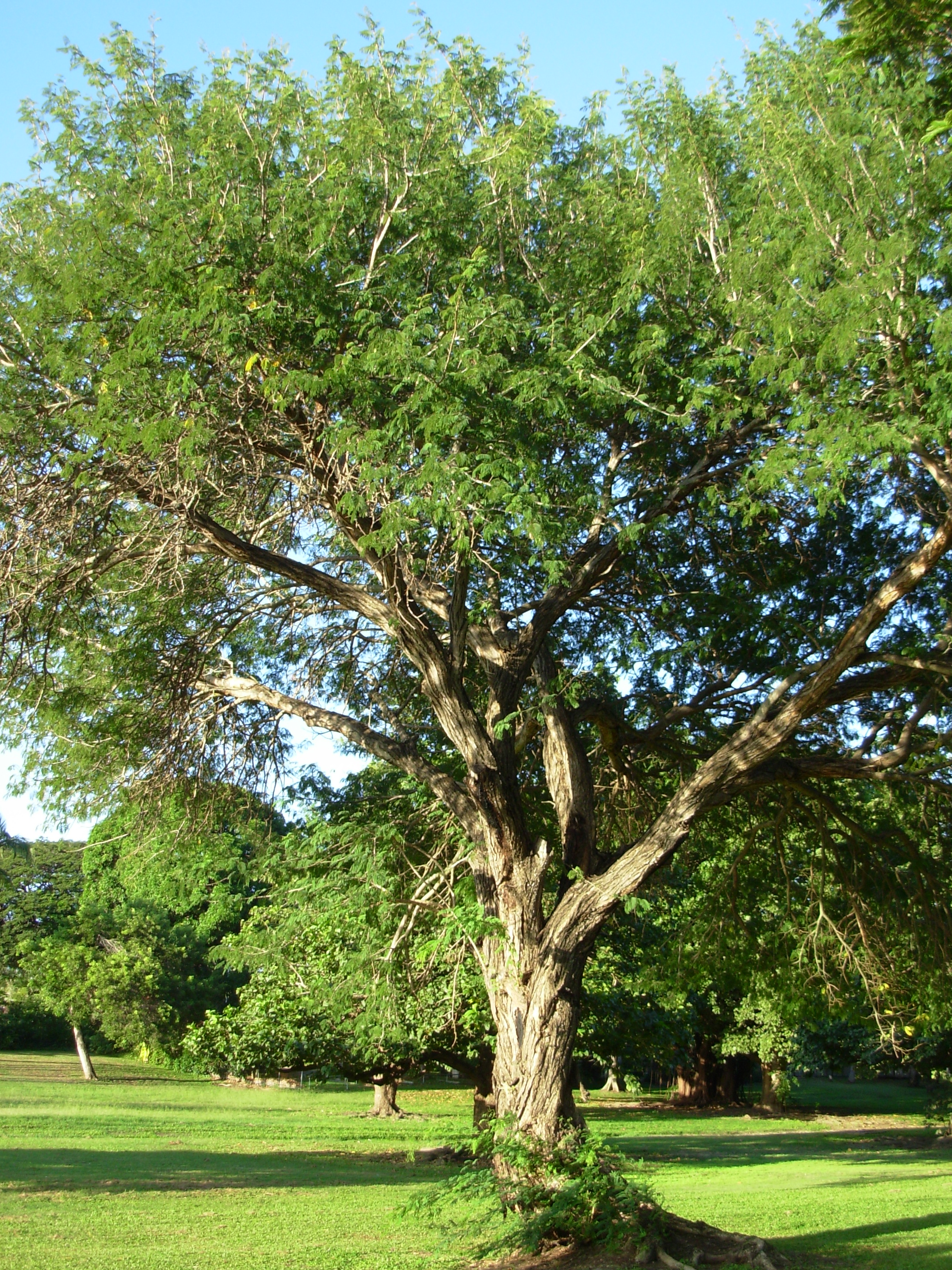
Gerber-Akazie (Acacia catechu)

Catechine kommen als Zwischenstufen der Biosynthese anderer sekundärer Pflanzenstoffe (Flavonoide) in vielen pflanzlichen Geweben zusammen mit weiteren Polyphenolen (meist Epigallocatechin) vor. Sie bilden die monomeren Bausteine der kondensierten Proanthocyanidine, einer Reihe natürlicher Gerbstoffe, z. B. im schwarzen Tee oder Kakao, wo sie auch zur Geschmacksbildung beitragen. Bis zu diesem Kondensationsgrad weisen die Catechingerbstoffe eine Löslichkeit in reinem Ethanol auf, was besonders für die Arzneimittelherstellung wichtig ist. Die Catechingerbstoffe gehören zu den nichthydrolysierbaren Gerbstoffen.
Andere Bezeichnungen für Catechingerbstoffe sind „kondensierte Gerbstoffe“ oder „kondensierte Anthocyanidine“. Das Brenzcatechin (1,2-Dihydroxybenzol) gehört nicht in diese Stoffgruppe, ist jedoch struktureller Bestandteil der Catechine.
Man findet Catechine darüber hinaus in vielen anderen Teesorten, darunter Weißtee, Grüntee (Epigallocatechingallat, ein Ester der Gallussäure mit Epigallocatechin) und Oolong. Hier sind die Gehalte sogar relativ höher, da die Polyphenoloxidase des schwarzen Tees eine gewisse Menge der Catechine zu Theaflavinen fermentiert. Catechine kommen auch in Gemüse und Wein sowie im Holz der namensgebenden Gerber-Akazie Acacia catechu vor. Auch sehr viele Obstsorten – wie Äpfel, Aprikosen, Birnen, Brombeeren, Erdbeeren, Himbeeren, schwarze Johannisbeeren, Pfirsiche, Pflaumen, Quitten, Sauerkirschen, Stachelbeeren, Süßkirschen und Weintrauben – enthalten Catechine.

## Nachweisreaktionen
Qualitativ
- Reaktion von Catechinen mit Vanillin und HCl. Bei dieser Reaktion entsteht eine charakteristische Rotfärbung durch die Kondensation von Catechin mit Vanillin.
- Nachweis auf Phenole mit Eisen(III)-chlorid: Es kommt zu einer Grünfärbung. Diese Färbung weist auf die Brenzcatechin-Struktur hin, denn Brenzcatechin ergibt mit Eisen(III)-Ionen selbst eine Grünfärbung.
- Nachweis mit Wolframatophosphorsäure auf Phenole: Diese reduzieren Wolframatophosphorsäure zu blauem Wolframoxid, das leicht an seiner intensiven Färbung erkannt werden kann.
- Erhitzen mit Mineralsäuren und daraus entstehende Rotfärbung.

Quantitativ
- Die Gehaltsbestimmung kann mit der Wolframphosphorsäure-Hautpulver-Methode oder gravimetrisch erfolgen.

## Physiologische Wirkung beim Menschen
Catechin-haltige Pflanzen, zum Beispiel die Gerber-Akazie wurden ursprünglich wegen ihrer adstringierenden Wirkung verwendet. Heute gibt es Hinweise, dass catechin-haltige Pflanzen und Pflanzenextrakte, wie zum Beispiel Kakao oder grüner Tee, durch Vasodilatation die Durchblutung fördern können. Diese Aussagen beruhen jedoch hauptsächlich auf kurzen Interventionsstudien und es gibt derzeit (2017) keine Daten zur Langzeitwirkung.
Catechine werden bereits bei der Aufnahme im Jejunum, und ebenso in der Leber metabolisiert, hauptsächlich durch Glucuronidierung, Sulphatierung und Methylierung. Weiterhin werden Catechine durch die Darmflora metabolisiert, wobei eines der spezifischen Hauptprodukte 5-(3′,4′-Dihydroxyphenyl)-γ-valerolacton ist. 5-(3′,4′-Dihydroxyphenyl)-γ-valerolacton wird ebenfalls in der Leber metabolisiert.  Beim Metabolismus gibt es große speziesspezifische Unterschiede zwischen Mensch, Maus und Ratte.